# Lieyu
Lieyu (chinesisch 烈嶼鄉, Pinyin Lièyǔ xiāng, Min Nan: Lia̍t-sū-hiong) ist eine Inselgruppe und Landgemeinde des Landkreises Kinmen in der Republik China (Taiwan).

## Lage und Beschreibung

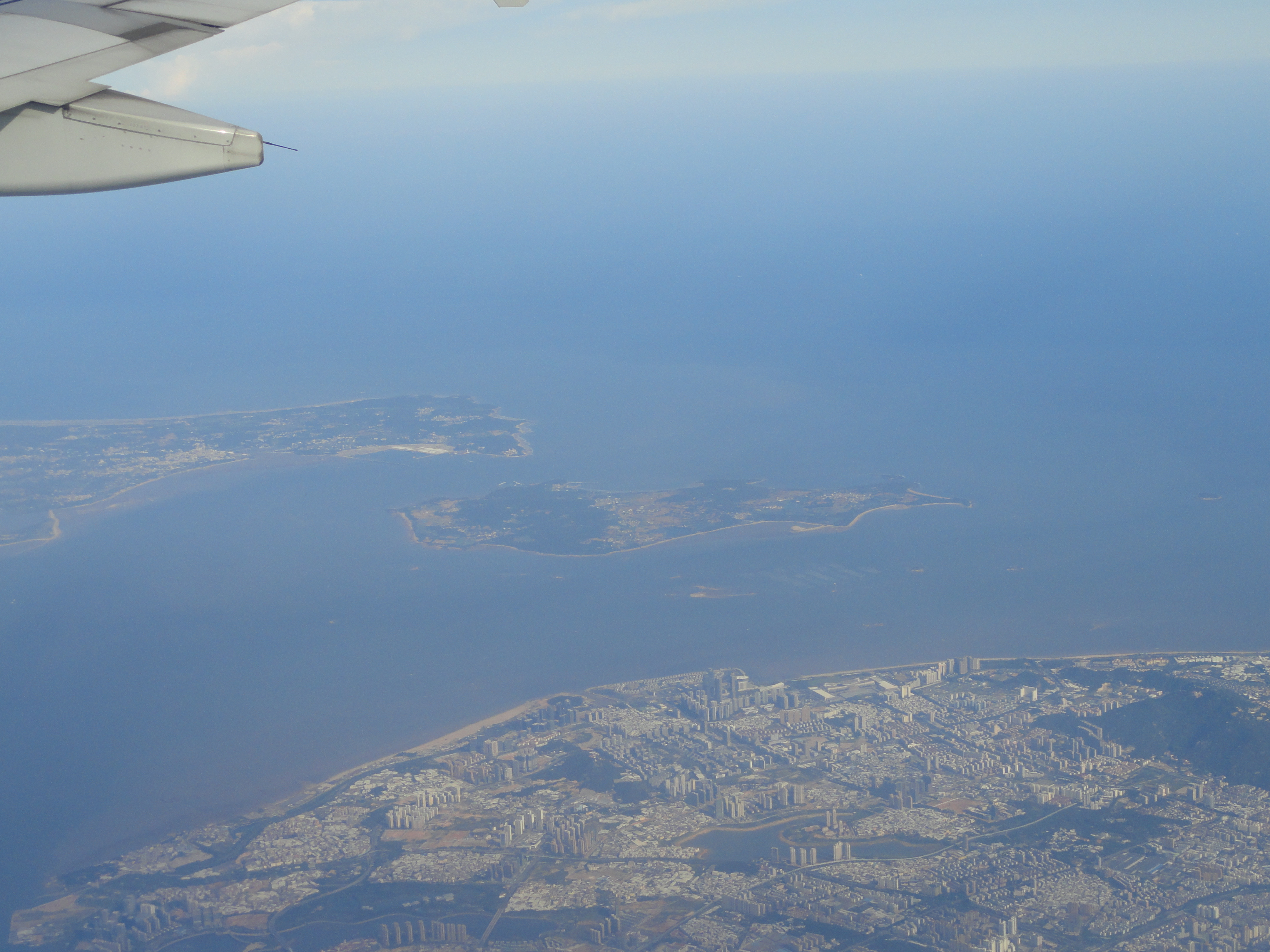
Foto aus der Luft: unten liegt Xiamen, links Kinmen, in der Mitte Lieyu

Die Inselgruppe Lieyu besteht aus der gleichnamigen Hauptinsel, die auch Klein-Kinmen (小金門) genannt wird, und einigen kleinen Inseln, unter denen Dadan (大膽島) und Erdan (二膽島) im Südwesten die bedeutendsten sind. Westlich von Lieyu befindet sich in circa 5 km Entfernung die Stadt Xiamen auf dem chinesischen Festland. Östlich von Lieyu liegt die Insel (Groß-)Kinmen.
Auf Lieyu gibt es keine größeren Flüsse. Zur Trinkwasserversorgung wurden drei Stauseen angelegt.
Lieyu verzeichnete Anfang des 21. Jahrhunderts einen erheblichen Bevölkerungszuwachs, während dessen sich die Einwohnerzahl zwischen 2001 (etwa 5000) und 2021 (fast 13.000) mehr als verdoppelte.

## Geschichte

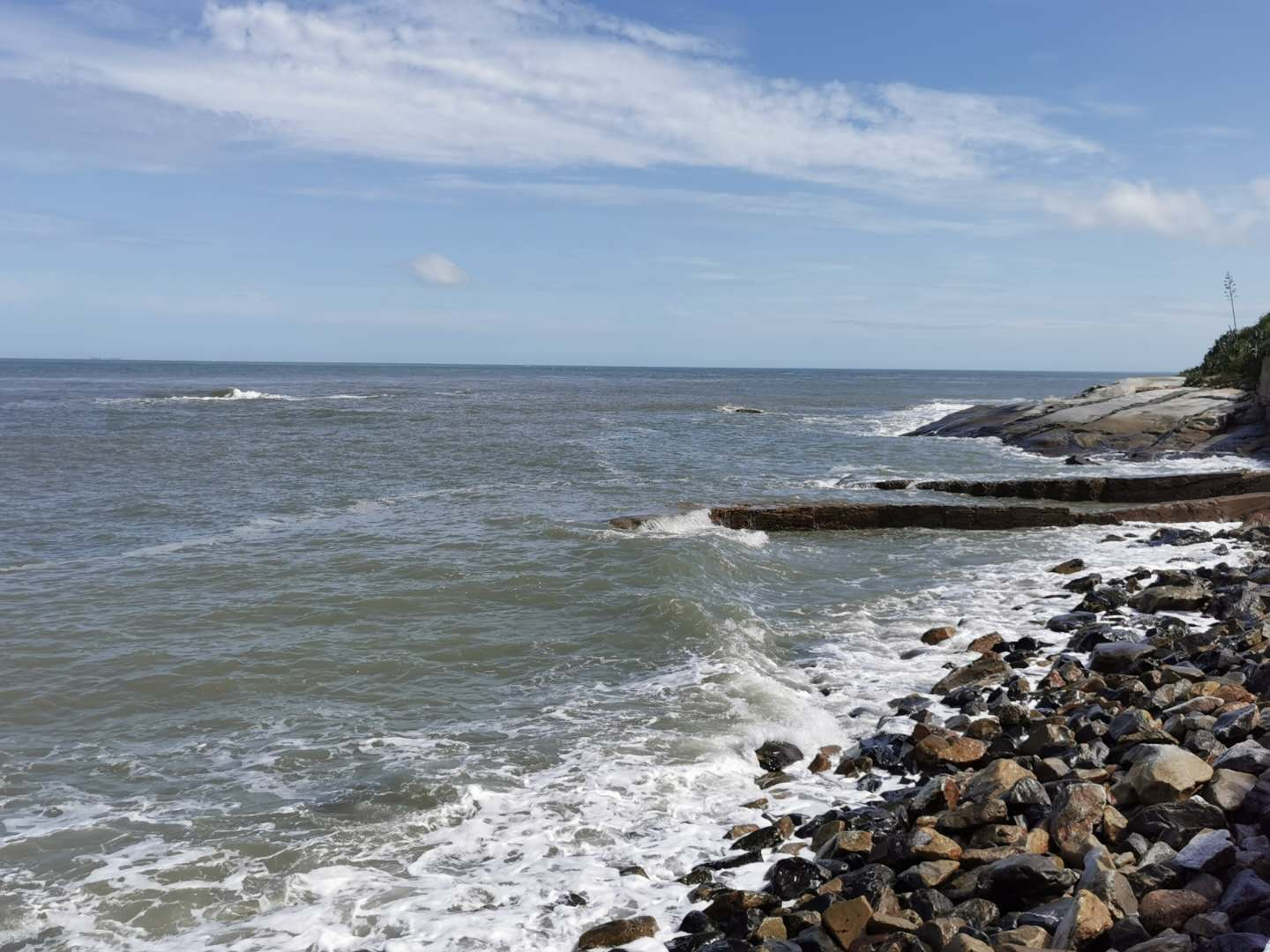
Küste von Lieyu

Während der Tang-Dynastie (Anfang 7. bis Anfang 10. Jahrhundert) wurde Lieyu als Pferdeweide genutzt. Später entwickelten sich Fischerei, Landwirtschaft und Salzgewinnung aus Meerwassersalinen.
Nach dem Chinesischen Bürgerkrieg befand sich Lieyu an der Frontlinie zwischen der Volksrepublik und der Republik China und stand von 1949 bis 1992 unter Kriegsrecht und Militärverwaltung. Am 26. Juni 1950 wurde ein Landungsversuch der Volksbefreiungsarmee auf der zu Lieyu gehörenden Insel Dadan zurückgeschlagen.
Am 7. März 1987 wurden 24 vietnamesische Bootsflüchtlinge in Donggang an der Ostküste Lieyus von der Küstenwache getötet. Der Vorfall kam trotz Kriegsrecht an die Öffentlichkeit und erregte Empörung im In- und Ausland.

## Verkehr und Wirtschaft

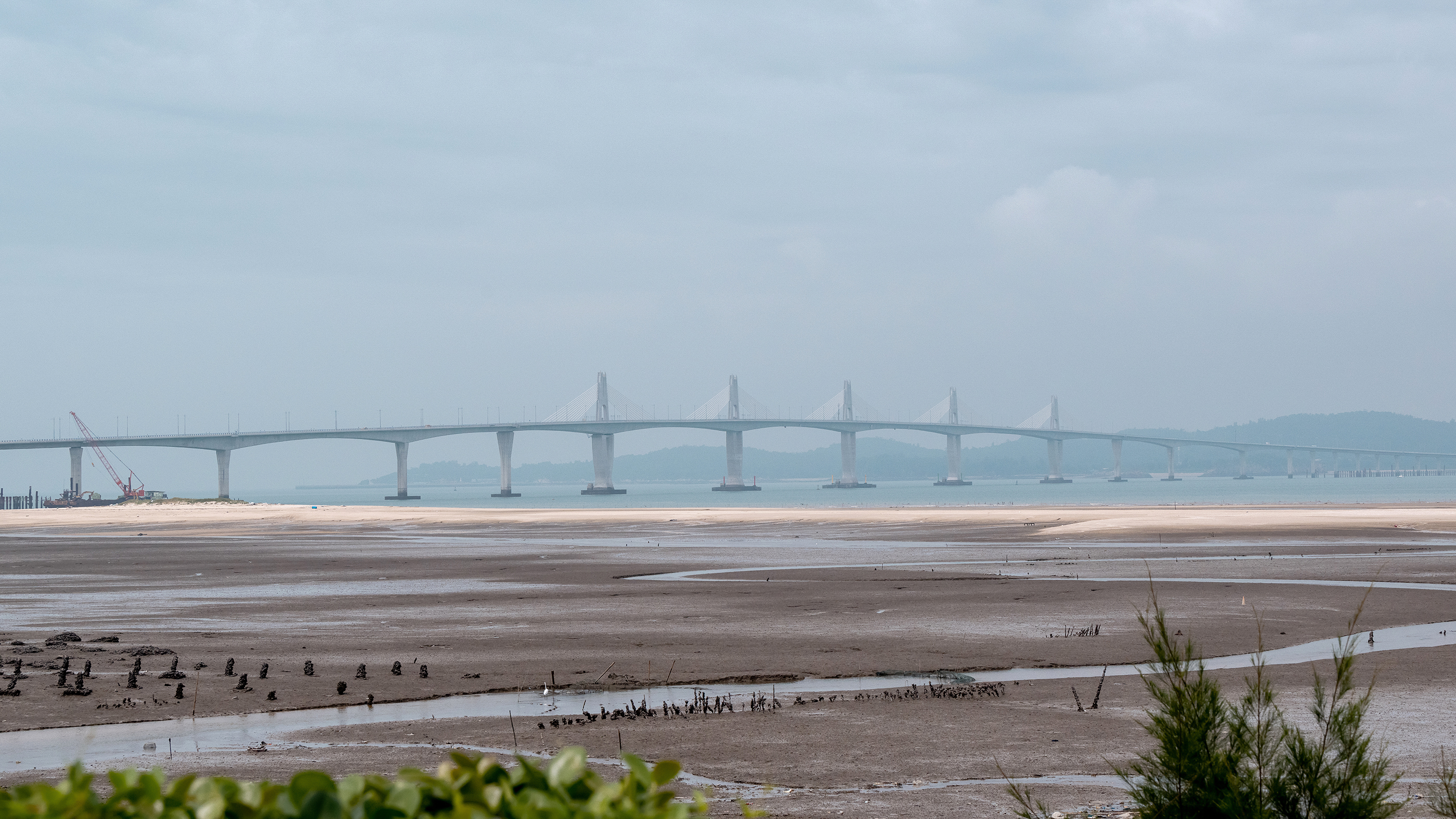
Die Kinmen-Brücke

Lieyu ist seit 2022 über die Kinmen-Brücke (金門大橋 Jinmen Daqiao) mit Jinning auf der Nachbarinsel Groß-Kinmen verbunden. Der Öffentliche Nahverkehr besteht aus Buslinien. Daneben gibt es eine Fähre zwischen dem Jiugong-Pier (九宮碼頭 Jiugong matou) auf Lieyu und dem Shuitou-Pier (水頭碼頭 Shuitou matou) in Jincheng auf Kinmen.
Viele Einwohner Lieyus pendeln zur Arbeit nach Groß-Kinmen. Davon abgesehen sind Landwirtschaft (Sorghumhirse, Weizen, Taro) und Tourismus die Hauptwirtschaftszweige.
Für den Individualverkehr kann man am Jiugong-Pier Elektrofahrräder und dianpingche (電瓶車), einem Golfmobil ähnliche Elektrofahrzeuge, mieten.

## Kultur und Sehenswürdigkeiten

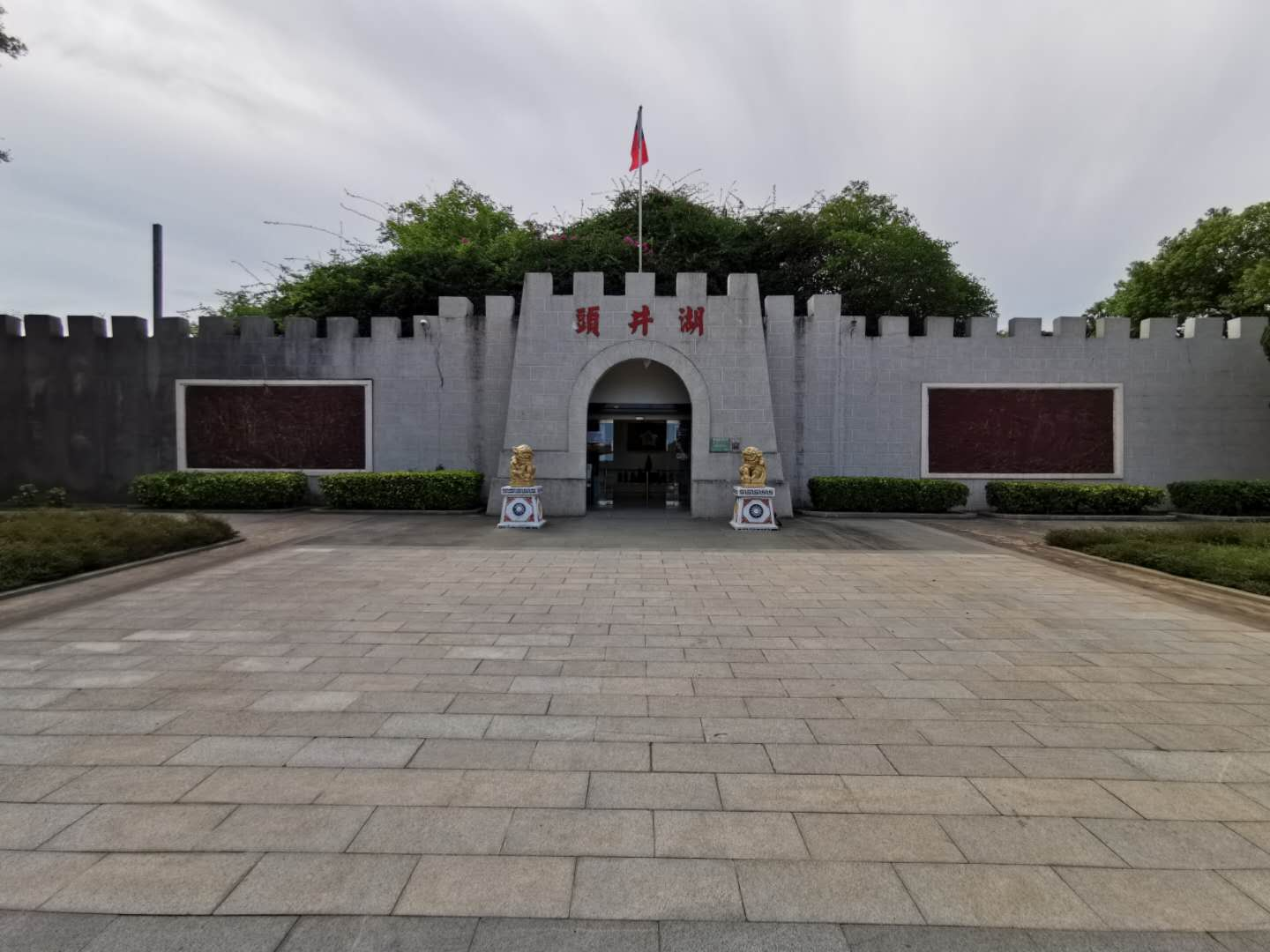
Eingang zum Hujingtou-Kriegsmuseum

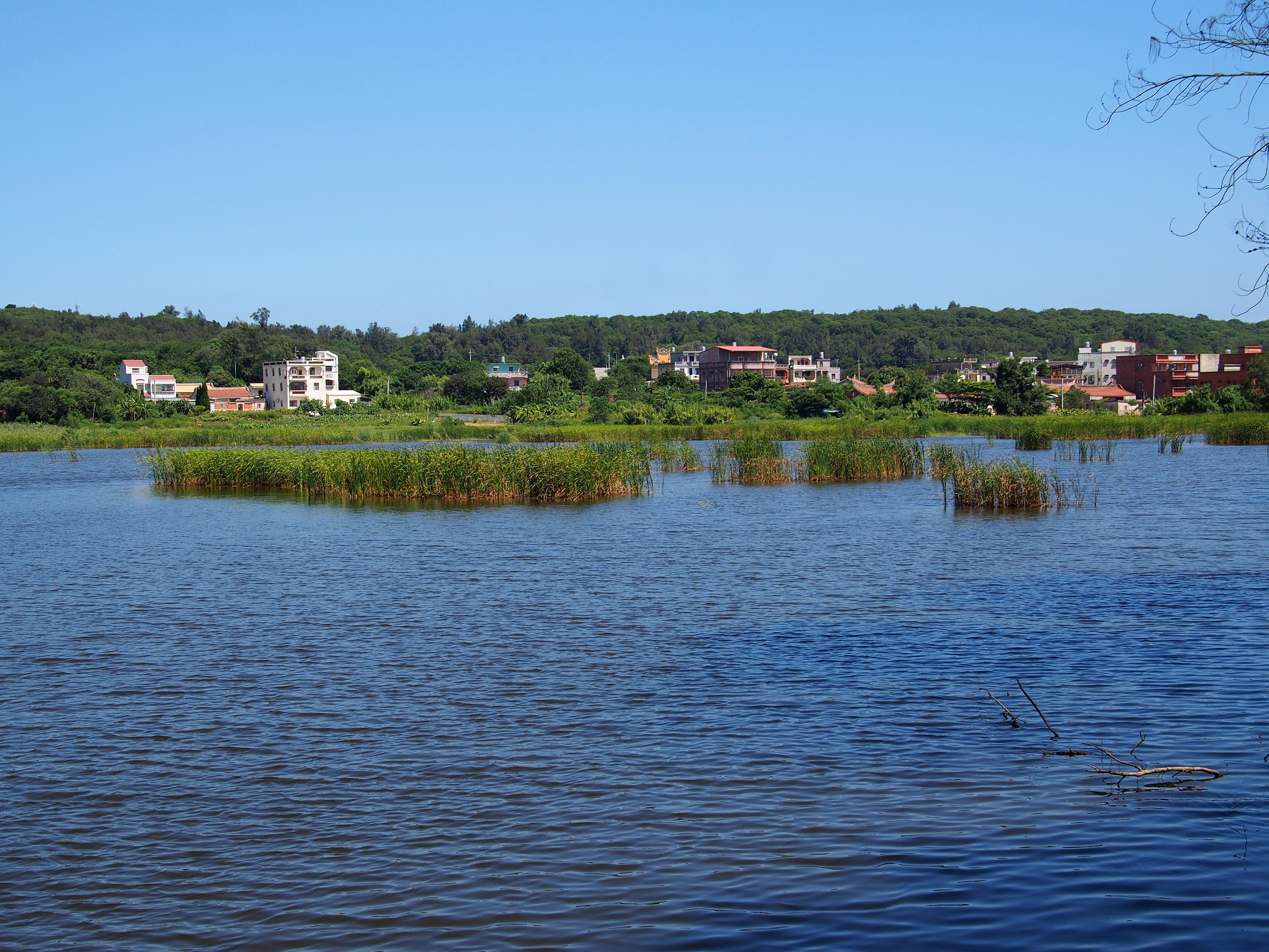
Lingshuihu

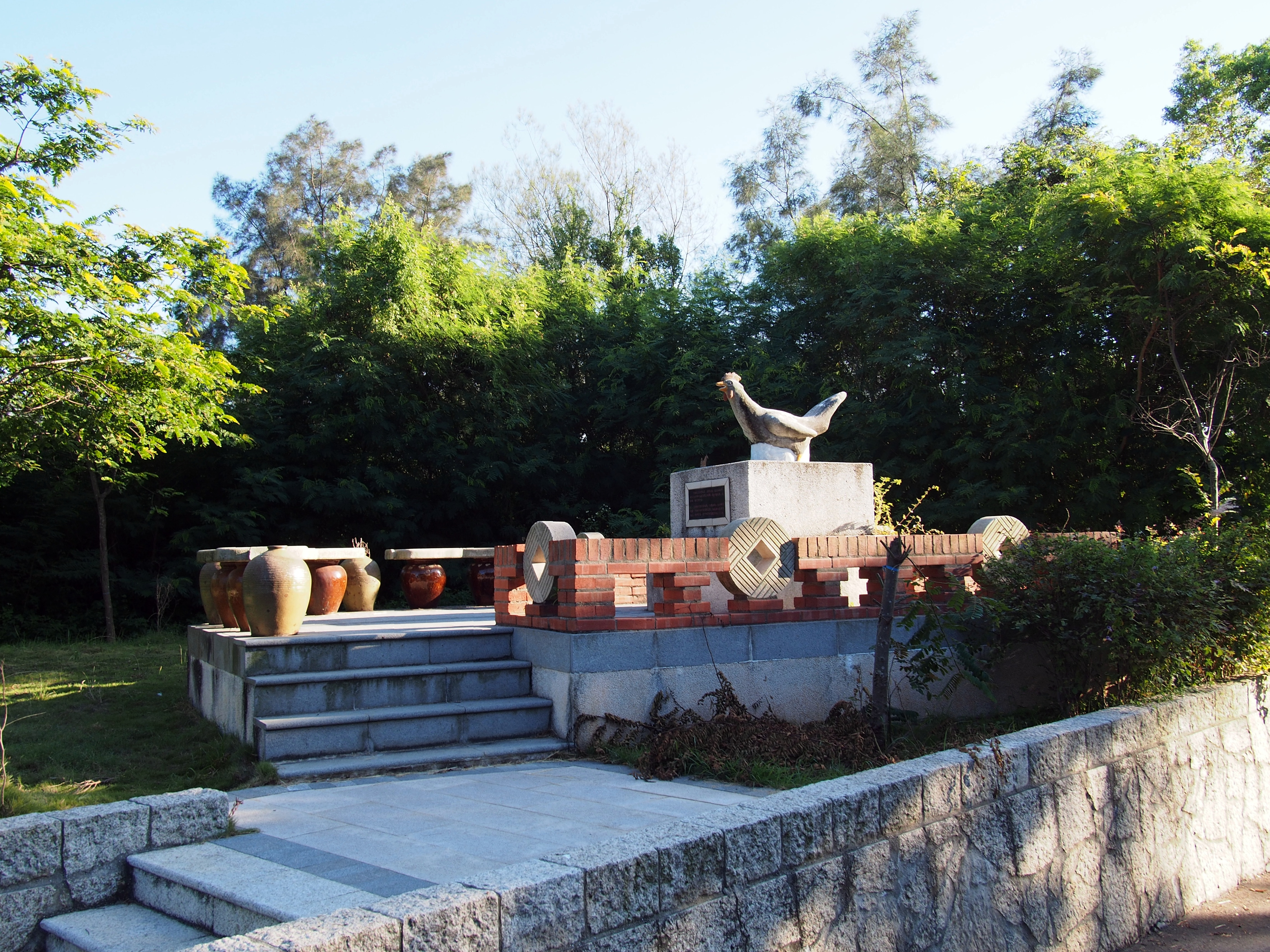
Windhahn

An der Südwestspitze der Insel befindet sich das Hujingtou-Kriegsmuseum (湖井頭戰史館 Hujingtou Zhanshi Guan), das einen Einblick in die militärische Vergangenheit Lieyus und Kinmens bietet. Im Osten der Insel kann man den 790 m langen Armeetunnel Jiugong Kengdao (九宮坑道) besichtigen, der heute der Öffentlichkeit zugänglich ist.
Im Hauptort im Zentrum der Insel gibt es das Lieyu Township Culture Museum (烈嶼鄉文化館), in dem die Kultur und Geschichte der Gemeinde dargestellt sind.
An der Südostküste der Insel liegt der Donglin-Küstenpark (東林海濱公園 Donglin Haibin Gongyuan) mit einem Sandstrand und Blick aufs Meer.
Lieyus größter Stausee, der Xihu shuiku (西湖水庫), und das weiter südliche Feuchtgebiet Lingshuihu (陵水湖) liegen in unmittelbarer Nähe der Westküste und bieten Lebensraum für Fische sowie Wasser- und Zugvögel, die man hier beobachten kann.
Der daoistische Tempel Lieyu Baosheng Dadi Miao (烈嶼保生大帝廟) mit seiner Hauptgottheit Baosheng Dadi wurde im Jahr 1998 errichtet, doch seine Geschichte ist viel älter. Er wurde Ende des 14. Jahrhunderts am selben Ort gegründet und im 16. Jahrhundert von Seeräubern zerstört, worauf die Bewohner Lieyus dazu übergingen, die Statue des Gottes der Reihe nach jährlich in einem anderen Dorf zu verehren, bis man sich schließlich für einen Neubau des Heiligtums entschied.
Eine Besonderheit Lieyus sind seine steinernen Windhähne (風雞 Fengji), die als Glücksbringer gelten und das Gegenstück zu den auf Groß-Kinmen beliebten Windlöwen (風獅爺 Fengshiye) bilden.
Im Jahr 2012 gehörten 186,9 ha des Gemeindegebiets zum Kinmen-Nationalpark.